# 慶長大判

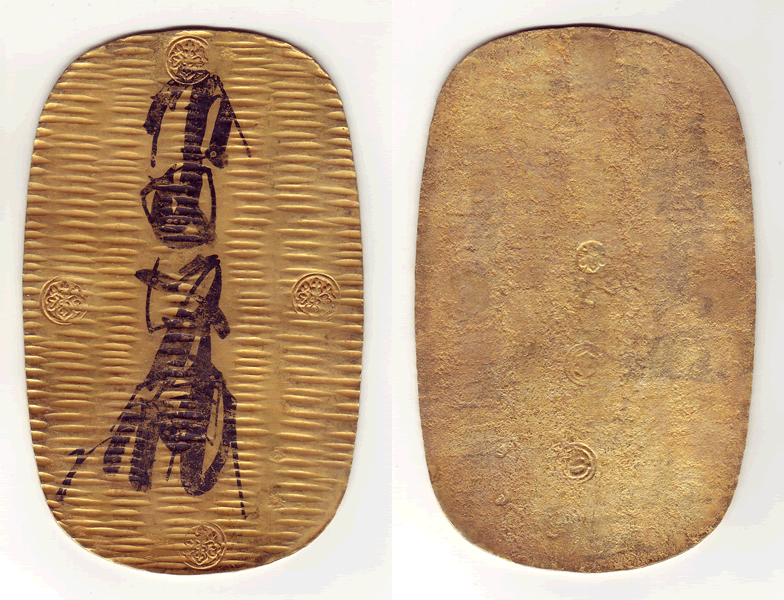
慶長大判。後藤顕乗墨書。

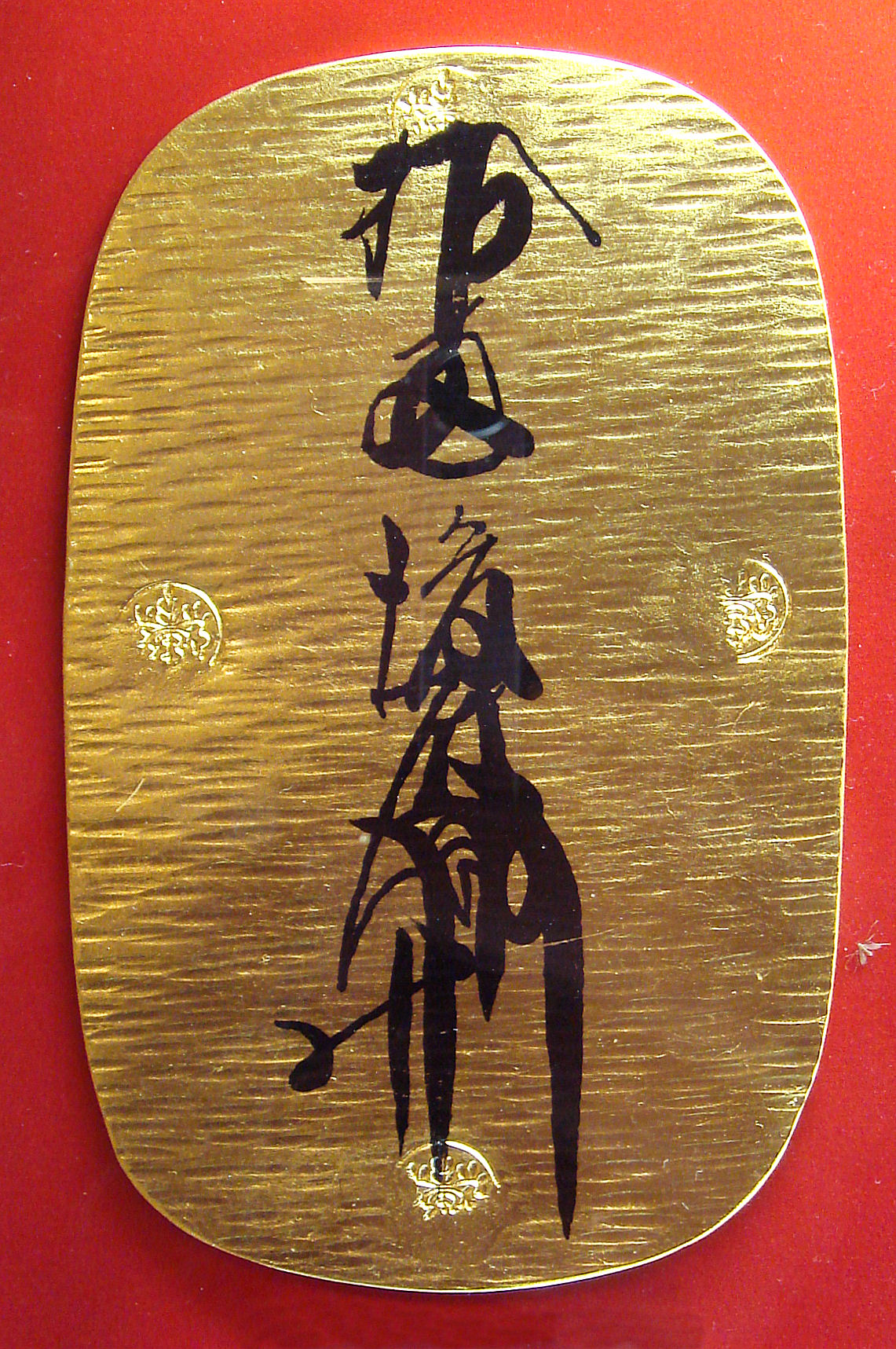
慶長大判。レプリカ。

慶長大判（けいちょうおおばん）とは、江戸時代の初期すなわち慶長6年（1601年）より鋳造された大判であり、墨書、金品位および発行時期などにより数種類に細分類される。この発行年については慶長の幣制の成立と同時期とされるが詳細については不明であり、定かでない。
慶長大判、慶長小判および慶長一分判、慶長丁銀および慶長豆板銀を総称して慶長金銀（けいちょうきんぎん）と呼び、徳川家康による天下統一を象徴する貨幣として位置付けられる。

## 概要
表面は「拾両後藤（花押）」と墨書され、後藤四郎兵衛家五代徳乗、その実弟長乗、七代顕乗、九代程乗の書であり、長乗によるものは花押が笹の葉を髣髴させ笹書大判（ささがきおおばん）と呼ばれる。表面は上下左右に丸枠桐紋極印がそれぞれ一箇所、計四箇所打たれ、裏面中央に丸枠桐紋、亀甲桐紋、花押の極印が打たれ、形状は角ばった楕円形である。表面は天正大判と異なり鏨目（たがねめ）に変化している。慶長大判の総鋳造量は16,565枚という記録もあるが明暦判でも15,080枚であることから、この記録がどこまでの範囲を示すものかは不明である。
大判は一般流通を前提とした通貨ではなく、恩賞および贈答用のものであり、市場に流れた場合は両替商において含有金量および需要に基づいて価格が決められ、慶長小判、一分判に対し含有金量に基づけば大凡、七両二分であるが初期の慶長年間は道具値段として八両二分が相場であった。また墨書が消えた場合、大判座へ持ち込み、銀三匁五分、文政2年（1819年）以降は金一分の手数料で書改めを受けた。
小判および分金が生粋金（純金）および花降銀（純銀）の合金で銅は不純物程度でしか含まれないのに対し、大判では3%程度の銅が意図的に加えられ、黄金色を演出させ審美性を持たせているとされる。
量目は金一枚（京目拾両）すなわち四十四匁を基準としているが、実際には吹き減りおよび磨耗などを考慮し二分の入り目が加えられ、四十四匁二分が規定量目である。通用期間は元禄大判通用開始の元禄8年（1695年）までであった。

## 慶長大判
大判座は当初、京都の室町通の北端に設けられ、寛永2年（1625年）以降は江戸にも大判座が開設され、慶長年間から明暦年間までの鋳造のものには以下のものがあり、それぞれ多少の金品位の違いがあるといわれる。
- 拾両判（じゅうりょうばん）：
- 二条判（にじょうばん）：
- 一ツ極印（ひとつごくいん）：裏面に「田」、「ま」、「金」、「さ」、「孫」の極印のいずれかが一つ打たれている。
- サマ判（さまばん）：裏面に「サ・マ」と二文字の極印が打たれている。
- 次判（なみばん）：裏面に「ゑ・九」、「さ・新」、「長・新」の極印のいずれかが打たれている。

## 明暦大判
明暦3年（1657年）の明暦の大火による被害は江戸城の天守および御金蔵まで及び、鎔け流れた金銀を明暦4年（1658年）より万治3年（1660年）に掛けて江戸城三の丸で吹き直し鋳造された大判が明暦大判（めいれきおおばん）と呼ばれるが、慶長大判の一種として扱われる。形状はやや撫肩のものとなり、鏨目は粗くなり、やや右肩上がりの方向に打たれたものが多い。その後、京都の大判座でも大判が鋳造された。墨書きはいずれも九代程乗のものである。現存数は慶長大判の中ではこの明暦判は少ない。
- 明暦判（めいれきばん）もしくは江戸判（えどばん）：裏面に「久・七・新」または「九・七・竹」の極印が打たれている。
- 三ツ極印（みつごくいん）：京都の大判座で明暦年間以降に鋳造。裏面に「弥・七・九」、「次・七・九」、「坂・七・九」、「弥・七・新」のいずれかの極印が打たれている。
- 四ツ極印（よつごくいん）：京都の大判座で明暦年間以降に鋳造。裏面に「次・七・源・九」、「坂・七・源・九」、「弥・七・源・九」のいずれかの極印が打たれている。

## 種類
| 名称                 | 鋳造開始                 | 規定品位 分析品位(造幣局)                               | 規定量目             | 鋳造量   |
| -------------------- | ------------------------ | ------------------------------------------------------- | -------------------- | -------- |
| 拾両判 （天正大判?） | 慶長6年頃 （1601年）     | -                                                       | 44.2匁 (164.9グラム) | -        |
| 二条判 （天正大判?） | 慶長6年頃 （1601年）     | 五十九匁八分位（73.6%） -                               | 44.2匁 (164.9グラム) | -        |
| 一ツ極印             | 慶長6年以降 （1601年～） | 六十二匁位（71.0%） -                                   | 44.2匁 (164.9グラム) | 16,565枚 |
| サマ判               | 慶長6年以降 （1601年～） | 六十二匁位（71.0%） -                                   | 44.2匁 (164.9グラム) | -        |
| 次判                 | 慶長6年以降 （1601年～） | 六十二匁位（71.0%） -                                   | 44.2匁 (164.9グラム) | -        |
| 明暦判（江戸判）     | 明暦4年 （1658年）       | 六十五匁位三分二厘位（67.4%） 金67.26%/銀28.07%/雑4.67% | 44.2匁 (164.9グラム) | 15,080枚 |
| 三ツ極印             | 明暦4年以降              | 六十二匁位（71.0%） -                                   | 44.2匁 (164.9グラム) | -        |
| 四ツ極印             | 明暦4年以降              | 六十二匁位（71.0%） -                                   | 44.2匁 (164.9グラム) | -        |